# Achabal
Achabal (caixmiri: Achival) és una vila del districte d'Anantnag a l'estat indi de Jammu i Caixmir. Segons el cens del 2001 la població de la vila era de 5.835 habitants. És una destinació turística important.